# Puebla de Sancho Pérez (kommunhuvudort)
Puebla de Sancho Pérez är en kommunhuvudort i Spanien.   Den ligger i provinsen Provincia de Badajoz och regionen Extremadura, i den sydvästra delen av landet, 300 km sydväst om huvudstaden Madrid. Puebla de Sancho Pérez ligger 520 meter över havet och antalet invånare är 2 861.
Terrängen runt Puebla de Sancho Pérez är platt åt sydost, men åt nordväst är den kuperad. Runt Puebla de Sancho Pérez är det ganska glesbefolkat, med 24 invånare per kvadratkilometer. Närmaste större samhälle är Zafra, 2,4 km nordväst om Puebla de Sancho Pérez. Trakten runt Puebla de Sancho Pérez består till största delen av jordbruksmark.